# Phoenicoprocta vacillans
Phoenicoprocta vacillans är en fjärilsart som beskrevs av Walker 1856. Phoenicoprocta vacillans ingår i släktet Phoenicoprocta och familjen björnspinnare. Inga underarter finns listade i Catalogue of Life.